# 伊斯坎德尔帕夏清真寺
伊斯坎德尔帕夏清真寺（İskender Pasha Mosque）是土耳其特拉布宗的一个建于16世纪的 奥斯曼帝国清真寺。
该寺门上的题字记载清真寺建于1559年，模仿了伊兹尼克的绿色清真寺，但历经多次改建，原貌已改变。西部墓地已消失，只留下伊斯坎德尔帕夏的坟墓。叫拜楼交替使用砖和彩色石材。